# Операција Бијела
Операција "Бијела" је била офанзива НДХ ради ликвидирања партизана на подручју Славоније.
У току формирања Дванаесте славонске НОУ бригаде 10. октобра 1942. године, дошло је изненадног напада непријатељских снага из Дарувара и са Било-горе. После завршетка офанзиве на Билогори, у којој је учествовало око 10.000 непријатељских војника, подржаних артиљеријом и авионима, непријатељ је одмах продужио са офанзивом "Бијела", правцем: село Пакрани - село Бијела да нападне партизанске снаге у рејону села Горњи Борци - Заиле. Тад су партизанске снаге (делови Првог и Другог славонског партизанског одреда) биле прикупљене и налазиле се у фази формирања Прве славонске бригаде.
У операцији "Бијела" непријатељске снаге састојале су се од пет бојни са око 2.500 војника: три бојне Четвртог горског здруга, један батаљон фолксдојчера из Бјеловара, две сатније котурашке бојне из Копривнице, подржани са осам тенкова и четири авиона.
Борбу са непријатељским снагама које су наступале из Дарувара, прихватили су и водили делови Првог славонског партизанског одреда, Крајишка пролетерска чета и делови новоформираног батаљона Прве славонске бригаде која је затечена у процесу формирања. Нарочито жестока борба вођена је у селима Пакрани, Бијела, Скупидуша и Растик. У противнападима и јуришима на непријатеља, посебно се истакла Крајишка пролетерска чета, чији су борци онеспособили непријатељски тенк. Упорним и жилавим отпором партизанских снага 10. октобра до 12 часова, заустављено је напредовање непријатељских снага на линији Густи Растик (кота 418), Скупидуша (к. 413) и код села Бијеле. У немогућности да продужи своја дејства, непријатељ се у поподневним часовима повукао у правцу села Марковац и Дарувар. Приликом повлачења спалио је села Бијелу, Пакране и Марковац и убијао народ, пљачкао имовину и део људи одвео у концентрационе логоре.
Иако формиран међу првим јединицама бригаде, Први батаљон је због неизвесне ситуације на правцу Бијела-Борки, упућен тек 10. октобра у поподневним часовима преко Враног камена за Било-гору. Око 16 часова Друга чета Првог батаљона, као претходница, којом је командовао Јово Аџија, избила је на Врани камен (триг. 830) и пресекла колону Друге бојне Четвртог горског здруга под командом сатника Таборшака. Бојна се кретала у правцу к. 639, Пагани врх. У краткој и оштрој борби, десетина Милутина Вуковића из Турчевић Поља запленила је брдски топ 65 мм са 36 граната. Теже је рањен у руку и десетар Милутин Вуковић. Пошто је то био први заплењени топ у Славонији, њему су се радовали сви партизани и народ с ослобођене територије Славоније, а посебно борци Прве славонске бригаде. Доласком у Било-гору, Први батаљон је наишао на тешке последице непријатељеве офанзиве. Свуда је владао пустош. Усташе су немилосрдно уништавали цивилно становништво под оптужбом да су јатаци и сарадници партизана. Убијено је 500 људи, жена и деце, а 3.000 је интернирано у концентрациони логор Јасеновац без повратка. Страдало је пет села насељених српским становништвом: Тополовица, Црмошњак, Мали Грђевац, Мала и Велика Ператовица, Мала и Велика Дапчевица.